# OFTP
Odette File Transfer Protocol (OFTP) è un protocollo di comunicazione creato nel 1986, usato per EDI (Electronic Data Interchange) nella comunicazione tra partner commerciali. il suo nome deriva dalla "Odette Organisation" (L'ente che regolamenta lo scambio dati mediante teletrasmissione in Europe).
Il protocollo di trasferimento file ODETTE (ODETTE-FTP) è stato definito nel 1986 dal gruppo di lavoro della Organisation for Data Exchange by Tele-Transmission in Europe (ODETTE) per soddisfare i requisiti delle case di automotive europee negli scambi di dati in formato elettronico (electronic data interchange EDI) .  È stato progettato secondo lo spirito del modello Open System Interconnection (OSI) utilizzando il Servizio di rete fornita dalla raccomandazione CCITT X.25.
OFTP 2 è stata scritta nel 2007 da Data Interchange, come una specifica per il trasferimento sicuro dei dati aziendali su Internet, ISDN e con protocollo X.25 per le reti. Una descrizione di OFTP 1.3 può essere trovato in RFC 2204, mentre OFTP 2 è definito in RFC 5024.
OFTP 2 può lavorare mediante il protocollo Point-to-Point o indirettamente tramite un VAN (Value Added Network). Una singola entità OFTP 2 può effettuare e ricevere chiamate, scambiarsi File. In entrambe le direzioni Questo significa che OFTP 2 può funzionare in una modalità push o pull, a differenza di AS2, che può funzionare solo in modalità push.
OFTP 2 può crittografare e firmare digitalmente i dati del messaggio, richiedere le ricevute firmate e offre alti livelli di compressione dei dati. Tutti questi servizi sono disponibili quando si utilizza OFTP 2 su TCP/IP, X.25 / ISDN o X.25 nativo. Quando viene utilizzato su una rete TCP/IP come Internet, un ulteriore livello di sicurezza di sessione è disponibile tramite OFTP 2 su TLS (Transport Layer Security).

## Capacità del protocollo OFTP 2
- Invio di messaggi criptati
- Invio di messaggi firmati
- Destinatari firmati
- Compressione dei messaggi
- Integrità dei messaggi
- Autenticazione della sessione di lavoro
- Cifratura dei messaggi e dei file(TLS)
- Sviluppo del CMS
- Indirizzamento per sottolivelli

## Vantaggi
- Riavvio dei messaggi in caso di errore
- Operazioni Push / pull
- Peer-to-peer o comunicazioni indirette
- Compressione dei File
- Opera attraverso TCP/IP, X.25/ISDN, native X.25
- Dimensione massima dei file 9PB (Petabytes)
- Sicurezza e cifratura mediante SHA-256 e PFS